# Mesangiospérmica

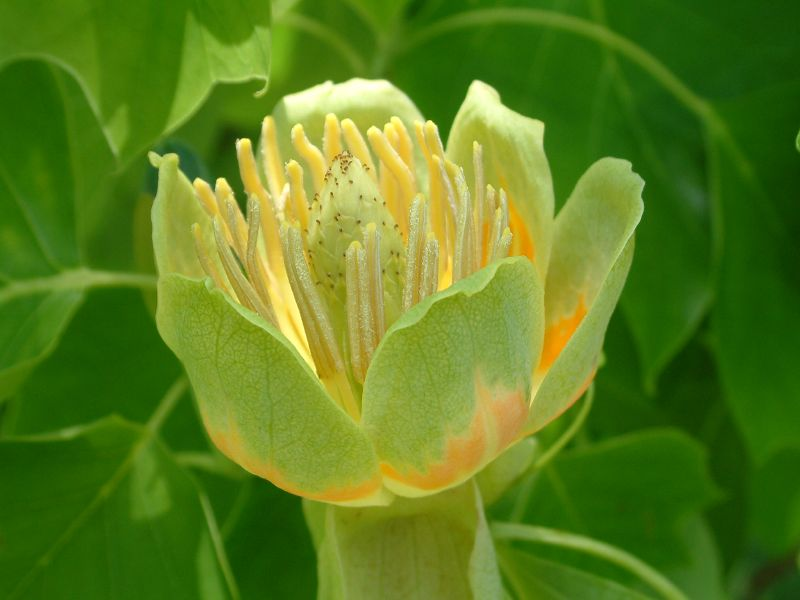
Flor de Liriodendron tulipifera, uma mesangiospérmica

As mesangospérmicas (Mesangiospermae) são um grupo de plantas com flor (angiospérmicas). São um dos quatro clados de angiospérmicas. Tem um nome criado de acordo com as regras do sistema de nomenclatura filogenética PhyloCode.
Existem aproximadamente 350 mil espécies de mesangiospérmicas. As mesangiospérmicas compõem cerca de 99,95% das plantas com flor, assumindo que existem cerca de 175 espécies fora deste grupo e cerca de 350 mil espécie dentro do grupo.
Um clado com uma circunscrição semelhante existe no sistema APG III, mas não lhe foi atribuído um nome.
Para além das mesangiospérmicas, os outros grupos de plantas com flor são as Amborellales, Nymphaeales e Austrobaileyales. Estas constituem um grado parafilético denominado angiospérmicas basais.
As Mesangiospermae incluem os seguintes clados:
- Ceratophyllales
- Chloranthales
- Eudicotiledóneas
- Magnoliidae
- Monocotiledóneas